# Ариас Бланко, Рафаэль Игнасио
Рафаэль Игнасио Ариас Бланко (исп.  Rafael Ignacio Arias Blanco, 18 февраля 1906 год, Ла-Гуайра, Венесуэла — 30 сентября 1959 года, Каракас, Венесуэла) — католический прелат, епископ Сан-Кристобаля с 12 ноября 1939 года по 23 апреля 1952 года, архиепископ Каракаса с 9 сентября 1955 года по 30 сентября 1959 год.

## Биография
Родился 18 февраля 1906 года в городе Ла-Гуайра, Венесуэла. После обучения в семинарии был рукоположен 22 декабря 1928 года в священника.
21 июня 1937 года Римский папа Пий XI назначил Рафаэля Игнасио Ариаса Бланко вспомогательным епископом Куманы и титулярным епископом Атталеи Памфилийской. 12 декабря 1937 года состоялось рукоположение Рафаэля Игнасио Ариаса Бланко в епископа, которое совершил апостольский нунций в Венесуэле и титулярный архиепископ Эдессы Осроенской Луиджи Сентос в сослужении с епископом Куманы Сиксто Соса Диасом и епископом Валенсии Грегорио Адамом Дальмау.
23 апреля 1952 года Римский папа Пий XII назначил Рафаэля Игнасио Ариаса Бланко вспомогательным епископом архиепархии Каракаса и титулярным епископом Помпейополиса Киликийского.
9 сентября 1955 года Римский папа Пий XII назначил Рафаэля Игнасио Ариаса Бланко архиепископом Каракаса.
Скончался 30 сентября 1959 года.